# The Guest
The Guest es una película estadounidense del 2014 dirigida por Adam Wingard y escrita por Simon Barrett. La película está protagonizada por Dan Stevens, Maika Monroe, Brendan Meyer, y Lance Reddick. Se estrenó en el Festival Internacional de cine de Sundance el 17 de enero de 2014. Fue estrenada en el Reino Unido el 5 de septiembre de 2014 y en Estados Unidos el 17 de septiembre.

## Argumento
Spencer (Leland Orser) y Laura Peterson (Sheila Kelley), con sus hijos Luke (Brendan Meyer) y Anna (Maika Monroe), están lidiando con la pérdida de su hijo mayor, Caleb, a causa de la guerra en Afganistán. Los visita David Collins (Dan Stevens), un ex sargento del ejército que afirma ser el mejor amigo de Caleb. Le dice a la familia que quería visitarlos como una forma de ayudar a Caleb a cuidarlos. Es educado y amable, y Laura lo invita a quedarse todo el tiempo que desee.
David se entera de los problemas de Spencer en el trabajo y ve a Luke regresar a casa con un moretón en la cara causado por los bravucones de su escuela. Al día siguiente, David y Luke siguen a los agresores hasta un bar, donde David los ataca a todos. Luego usa su conocimiento de la ley, así como un soborno, para convencer al cantinero de que no se lo cuente a nadie. Esa noche, David va a una fiesta con una Anna reacia, donde deja una buena impresión con sus amigos y luego salva a su amiga Kristen (Tabatha Shaun) de su violento exnovio. David y Kristen tienen relaciones sexuales, luego David le pregunta al amigo de Anna, Craig (Joel David Moore), dónde puede comprar un arma. De camino a casa, Anna se ofrece a hacerle un CD de mezclas a David.
David le da consejos a Luke sobre cómo lidiar con los bravucones y le da su cuchillo de mariposa. Se encuentra con Craig y su amigo para comprar el arma, pero los mata y les roba las armas. Cuando una sospechosa Anna llama a la base militar para preguntar por David, se le dice que presumiblemente murió una semana antes. La llamada alerta a una corporación privada llamada KPG, encabezada por el Mayor Carver (Lance Reddick), quien reúne un equipo de fuerzas especiales y se dirige a la casa de los Peterson. Anna se entera de la muerte de Craig y de que se ha culpado a su novio Zeke (Chase Williamson). Se revela que el jefe de Spencer murió en circunstancias misteriosas, dándole a Spencer la promoción que siempre quiso. Anna le pide a Luke que investigue los números que David ha llamado en su teléfono.
En la escuela, uno de los bravucones ataca a Luke nuevamente, pero él se defiende. Después de que ambos son enviados a la oficina del director, David llega y obliga al director a darle a Luke un mes de detención después de la escuela, y amenaza con demandarlo si el director lo expulsa. Luke le cuenta a David sobre las sospechas de Anna, pero promete no investigar más ni decirle a nadie más. Mientras David ayuda a Laura a lavar la ropa, el equipo del Mayor Carver ataca la casa, pero David los mata a todos menos a Carver. Al darse cuenta de que su tapadera ha sido descubierta, David mata a Laura. Luego se aleja y mata a Spencer también.
Carver recoge a Anna y le informa de la muerte de sus padres. Él revela que David fue un sujeto de prueba en un experimento médico militar y fue "programado" para matar a cualquiera que pudiera comprometer su identidad, y es poco probable que se detenga. Mientras tanto, David mata a Kristen y destruye el restaurante donde trabaja. Luego, va a la escuela para matar a Luke. Carver y Anna llegan a la escuela antes de que David y entran en una casa encantada preparada para el baile de Halloween. David apaga las luces y reproduce el CD de mezcla de Anna, luego mata a la maestra de Luke y a Carver. Anna dispara a David con el arma de Carver, pero David la apuñala en la pierna e intenta estrangularla cuando el arma falla y daña una luz, provocando un incendio. Luke apuñala a David con el cuchillo de mariposa, lo que libera a Anna. David le dice a Luke que hizo lo correcto y le levanta el pulgar antes de colapsar.
Sentados en una ambulancia, Anna y Luke escuchan a los bomberos que solo recuperaron dos cadáveres. Cuando varios bomberos salen de la escuela, Anna se da cuenta de que uno de ellos cojea; se vuelve hacia ella, y es David usando un disfraz para escapar silenciosamente de la escena.

## Reparto
- Dan Stevens como David Andersen Collins.
- Maika Monroe como Anna Peterson.
- Brendan Meyer como Luke Peterson.
- Lance Reddick como Richard Carver.
- Sheila Kelley como Laura Peterson.
- Candice Patton como la sargento Halway.
- Leland Orser como Spencer Peterson.
- Tabatha Shaun como Kristen.
- Chase Williamson como Zeke Hastings.
- Jesse Luken como Drew.
- Ethan Embry como Higgins.
- Joel David Moore como Craig.
- Brenden Wedner como Ian.

## Producción
Wingard dirigió la película con un guion por Simon Barrett. Keith Calder y Jessica Wu fueron los productores de la película. El 7 de marzo de 2014, Picturehouse tuvo los derechos de distribución de la película. Fue estrenada en cines el 5 de septiembre de 2014.

### Elección del elenco
El 11 de junio de 2013, el actor Dan Stevens firmó para ser el protagonista. Interpreta a David, un soldado que regresa como un hombre cambiado. Maika Monroe firmó el 26 de junio. Interpreta a Anna. El 8 de julio, se agregaron más personas al elenco, Brendan Meyer y Lance Reddick.

### Filmación
El 17 de julio de 2013, se anunció el comienzo de la producción de The Guest. La filmación terminó al final de agosto y fue filmada en varios lugares como Moriarty, Edgewood y Estancia.

## Estreno
El 26 de junio de 2014, se estrenó el primer tráiler, seguido por otro tráiler el 6 de agosto.

### Recepción
En Rotten Tomatoes tiene un 89% basado en 95 críticas. En Metacritic tiene un 76 sobre 100 basado en 29 críticas.